# Кубок Польщі з футболу 1956—1957
Кубок Польщі з футболу 1956–1957 — 7-й розіграш кубкового футбольного турніру в Польщі. Титул вперше здобув ЛКС (Лодзь).

## Календар
| Раунд            | Матчі | Клуби   |
| ---------------- | ----- | ------- |
| Попередній раунд | 13    | 45 → 32 |
| 1/16 фіналу      | 16    | 32 → 16 |
| 1/8 фіналу       | 8     | 16 → 8  |
| 1/4 фіналу       | 4     | 8 → 4   |
| 1/2 фіналу       | 2     | 4 → 2   |
| Фінал            | 1     | 2 → 1   |

## Попередній раунд
| Команда 1           | Рахунок | Команда 2         |
| ------------------- | ------- | ----------------- |
| Шомберки (Битом)    | 0:1     | АКС (Хожув)       |
| Бленкітні (Кельце)  | 3:1     | Сталь (Мелець)    |
| Люблінянка (Люблін) | 1:4     | Полонія (Варшава) |
| Гурник (Валбжих)    | 3:2     | Напжуд (Ліпіни)   |
| Гетьман (Білосток)  | 1:4     | Лужице (Любань)   |
| ПТЦ Пабяніце        | 2:1     | Полонія (Гданськ) |
| Завіша (Бидгощ)     | 3:1     | Одра (Ополе)      |
| Вармя (Ольштин)     | 4:3 дч  | Гарбарня (Краків) |
| Полонія (Свідниця)  | 0:6     | Вісла (Краків)    |
| Маримонт (Варшава)  | 5:1     | Гурник (Радлін)   |
| ЛКС-2 (Лодзь)       | 3:0     | Клуб із Познані   |
| Сталь (Щецин)       | -:+     | Вибжеже (Гданськ) |
| Арка (Нова Суль)    | 4:3     | Ванда (Краків)    |

## 1/16 фіналу
| Команда 1          | Рахунок | Команда 2            |
| ------------------ | ------- | -------------------- |
| Карпати (Кросно)   | 5:1 дч  | Завіша-2 (Бидгощ)    |
| Унія (Ратибор)     | 3:2     | Полонія (Битом)      |
| Полонія (Варшава)  | 3:0     | Краковія (Краків)    |
| Констал (Хожув)    | 3:4     | Заглембє (Сосновець) |
| Лехія (Гданськ)    | 2:1 дч  | АКС (Хожув)          |
| Арка (Нова Суль)   | 0:8     | Рух (Хожув)          |
| ЛКС-2 (Лодзь)      | 1:2     | Гурник (Забже)       |
| Завіша (Бидгощ)    | 1:3     | Лех (Познань)        |
| Вармя (Ольштин)    | 1:2     | Гвардія (Варшава)    |
| Лужице (Любань)    | 1:2     | Вавель (Краків)      |
| ПТЦ Пабяніце       | 2:5     | Гурник (Валбжих)     |
| Варта (Познань)    | 1:3     | ЛКС (Лодзь)          |
| Бленкітні (Кельце) | 3:2     | Полонія (Бидгощ)     |
| Клуб з Варшави     | -:+     | Вісла (Краків)       |
| Маримонт (Варшава) | 0:7     | Легія (Варшава)      |
| Чарні (Слупськ)    | -:+     | Вибжеже (Гданськ)    |

## 1/8 фіналу
| Команда 1         | Рахунок | Команда 2            |
| ----------------- | ------- | -------------------- |
| Карпати (Кросно)  | 0:1     | Унія (Ратибор)       |
| Полонія (Варшава) | 0:1     | Заглембє (Сосновець) |
| Лехія (Гданськ)   | 0:3     | Гурник (Забже)       |
| Лех (Познань)     | 2:5     | Гвардія (Варшава)    |
| Вавель (Краків)   | 0:1     | Гурник (Валбжих)     |
| Вісла (Краків)    | 9:0     | Бленкітні (Кельце)   |
| Рух (Хожув)       | 2:1     | Легія (Варшава)      |
| ЛКС (Лодзь)       | 2:0     | Вибжеже (Гданськ)    |

## 1/4 фіналу
| Команда 1         | Рахунок | Команда 2            |
| ----------------- | ------- | -------------------- |
| Унія (Ратибор)    | 3:1     | Заглембє (Сосновець) |
| Гвардія (Варшава) | 4:0     | Гурник (Валбжих)     |
| Гурник (Забже)    | 2:1 дч  | Рух (Хожув)          |
| ЛКС (Лодзь)       | 2:1 дч  | Вісла (Краків)       |

## 1/2 фіналу
| Команда 1         | Рахунок | Команда 2      |
| ----------------- | ------- | -------------- |
| Унія (Ратибор)    | 2:7     | Гурник (Забже) |
| Гвардія (Варшава) | 0:1     | ЛКС (Лодзь)    |

## Фінал
| 20 липня 1957 |

| ЛКС (Лодзь)           | 2:1      | Гурник (Забже) |
| --------------------- | -------- | -------------- |
| Баран 21' Ковалец 66' | Протокол | Поль 70'       |

| Стадіон «ЛКС», Лодзь Глядачів: 20 000 Арбітр: Едвард Іґнашевскі |